# جيف دايسون
جيف دايسون (بالإنجليزية: Geoff Dyson)‏ (1923 في المملكة المتحدة - 1 أبريل 1989 في المملكة المتحدة) هو لاعب كرة قدم بريطاني (وحمل سابقاً جنسية المملكة المتحدة لبريطانيا العظمى وأيرلندا) في مركز مهاجم داخلي. لعب مع برادفورد سيتي وهدرسفيلد تاون وأكرينجتون ستانلي ‏.